# Atraco (banda)
Atraco es una banda de Rock and roll procedente de Madrid, España. Su primer disco "Atraco" homónimo a la banda, salió al mercado en 2019 y contó con la colaboración en varios temas de artistas como Ariel Rot, Alejo Stivel, Juanse y Julián Kanevsky. Fue producido por Chilo y masterizado por Denis Blackham (Led Zeppelin, Status Quo (banda)...) Este disco les llevó a girar por gran parte de España y también por Argentina.

## Historia
A comienzos de 2019 inician una gira que les lleva a gran parte de la geografía de España ciudades como Barcelona, Bilbao, Santander (España)... Ven pasar esta primera etapa de la gira. Posteriormente entraron en festivales como Festival Cultura Inquieta, junto a la banda granadina 091. también en el Festival Stardust de Soria con grupos como Sidecars (banda) o Sexy Zebras. Y en agosto participan en las fiestas de Leganés como banda invitada del legendario grupo Tequila.
Atraco finalizó el 2019 con dos conciertos seguidos en la Sala El Sol de Madrid agotando la primera noche. En el inicio de 2020 Tequila (banda)ha anunciado que Atraco será la banda encargada de abrir algunos de los shows de su última gira.
También hicieron su primera visita a Argentina en la cual tocaron junto con bandas establecidas como Juanse Ratones Paranoicos, Jóvenes Pordioseros o Viejas Locas. Dando 3 fechas en la Buenos Aires. Y aprovecharon para grabar su video "Amigos de Poca Monta"

## Discografía

### Discos
- Atraco (2019)

### Sencillos
- Me Arranca la Cordura